# Supercopa da Arábia Saudita
A Supercopa da Arábia Saudita ( em árabe: كأس السوبر السعودي   ) é uma partida anual de futebol organizada pela Federação de Futebol da Arábia Saudita.  Fundada em 2013 como uma competição de dois times, a versão atual é disputada desde 2022–23 por quatro times: os vencedores e vice-campeões da King Cup e da Pro League . A competição foi realizada uma semana antes do início da temporada na Arábia Saudita de 2013 a 2018. Desde a edição de 2019 é realizada no meio da temporada.

## História
A ideia de ter um torneio da supercopa na Arábia Saudita foi apresentada em 1979, quando uma partida de ida e volta foi realizada entre os vencedores da Premier League saudita de 1978-79, Al-Hilal, e os vencedores da King Cup de 1979, Al-Ahli . O primeiro jogo, que foi disputada em Jeddah, terminou com um empate de 2–2 e no jogo de volta, disputada em Riad, terminou com uma vitória de 4–1 para o Al-Hilal. 20 anos depois, outra partida da supercopa entre Al-Hilal, vencedor da Premier League saudita de 1997-98, e Al-Ahli, vencedor da Copa do Príncipe Herdeiro da Arábia Saudita de 1997-98, foi realizada. Foi a partida de abertura da Copa do Fundador Saudita inaugural e terminou com uma vitória por 5–2 para o Al-Hilal.
Em 2012, a Federação de Futebol da Arábia Saudita decidiu oficialmente lançar o torneio após a conclusão da temporada 2011-12. A partida planejada da supercopa foi marcada para ser realizada entre os vencedores da Liga Profissional Saudita de 2011-12, Al-Shabab, e os vencedores da Copa do Rei dos Campeões de 2012, Al-Ahli. No entanto, a Supercopa de 2012 foi cancelada por problemas de agendamento, pois não foi encontrada uma data adequada para a partida. O torneio foi inaugurado oficialmente em 2013 e foi disputado pelos vencedores da Liga Profissional Saudita de 2012–13, Al-Fateh, e pelos vencedores da King Cup of Champions de 2013, Al-Ittihad . O Al-Fateh venceu a primeira edição oficial da Supertaça Saudita após vencer o Al-Ittihad por 3–2 após a prorrogação. A Supercopa da Arábia Saudita de 2014 foi a primeira edição a ser realizada em Riad . O Al-Shabab derrotou o Al-Nassr por 4–3 nos pênaltis no Estádio Internacional King Fahd . Em 2015, a Supercopa foi disputada fora da Arábia Saudita pela primeira vez. A partida foi entre os vencedores da Liga Profissional Saudita de 2014–15, Al-Nassr, e os vencedores da Copa do Rei de 2015, Al-Hilal. A partida foi realizada em Loftus Road, em Londres, e terminou com uma vitória por 1 a 0 para o Al-Hilal. As duas edições seguintes decorreram também em Londres, com a edição de 2016 a decorrer em Craven Cottage e a edição de 2018 a decorrer novamente em Loftus Road. Em 2016, o Al-Ahli derrotou o Al-Hilal por 4–3 nos pênaltis. Em 2018, o Al-Hilal derrotou o Al-Ittihad por 2–1 para se tornar o primeiro time a ganhar o troféu duas vezes. A edição de 2017 que deveria ser disputada entre Al-Hilal e Al-Ittihad foi a primeira a ser cancelada. A decisão foi baseada no pedido do então técnico da seleção saudita, Edgardo Bauza, que manifestou o desejo de alterar o calendário da temporada para ajudá-lo a definir o programa de preparação ideal para a Copa do Mundo FIFA de 2018 . Em 2019, a Supercopa da Arábia Saudita foi realizada pela primeira vez em Jeddah . Al-Nassr derrotou Al-Taawoun por 5–4 nos pênaltis no King Abdullah Sports City para ganhar seu primeiro título.
Em 12 de janeiro de 2021, a Federação Saudita de Futebol (SAFF) e a empresa saudita de água Berain assinaram um contrato de patrocínio para a edição de 2020 . A partida seria oficialmente chamada de "Supertaça Saudita Berain". Em 30 de janeiro de 2021, o Al-Nassr derrotou o Al-Hilal por 3 a 0 para ganhar seu segundo título. Eles se tornaram o primeiro time a conquistar dois títulos consecutivos e também estabeleceram o recorde de maior margem de gols. Em 6 de janeiro de 2021, o Al-Hilal derrotou o Al-Faisaly, que fazia sua estreia na competição, por 4–3 nos pênaltis para se tornar o time de maior sucesso da competição com três títulos.
Em 19 de fevereiro de 2022, o SAFF anunciou que a Super Copa Saudita se expandiria para quatro times com a participação dos vencedores e vice-campeões da Liga Profissional Saudita e da Copa do Rei .

## Regras da competição
- Campeões e o vice da liga contra vencedores e vices da Copa do Rei. Se um time vencer a Liga e a Copa do Rei em uma única temporada, o vice-campeão da Pro League participará ao lado do vencedor da Liga.[1]
- A partida consiste em dois períodos de 45 minutos cada, conhecidos como tempos. Se o placar estiver empatado ao final dos 90 minutos e aos acréscimos, a disputa de pênaltis determina o vencedor.[1]

## Campeões
Campeões das edições com 2 participantes
| Ano  | Vencedor da Pro League | Resultado  | Vencedor da Copa do Rei | Estádio                                 | Público |
| ---- | ---------------------- | ---------- | ----------------------- | --------------------------------------- | ------- |
| 2013 | Al-Fateh               | 3–2 (PRO ) | Al-Ittihad              | Estádio Rei Abdul Aziz, Meca            | 29.376  |
| 2014 | Al-Nassr               | 1–1 (3–4   | Al Shabab               | Estádio Internacional Rei Fahd, Riade   | 31.000  |
| 2015 | Al-Nassr               | 0–1        | Al-Hilal                | Loftus Road, Londres, Inglaterra        | 8.439   |
| 2016 | Al-Ahli                | 1–1 (4–3   | Al-Hilal                | Craven Cottage, Londres, Inglaterra     | 16.365  |
| 2018 | Al-Hilal               | 2–1        | Al-Ittihad              | Loftus Road, Londres, Inglaterra        | 16.300  |
| 2019 | Al-Nassr               | 1–1 (5–4   | Al-Taawoun              | King Abdullah Sports City, Jeddah       | 40.514  |
| 2020 | Al-Hilal               | 0–3        | Al-Nassr                | Estádio Internacional Rei Fahd, Riade   | 0       |
| 2021 | Al-Hilal               | 2–2 (4–3P  | Al Faisaly              | Estádio Príncipe Faisal bin Fahd, Riade | 6.164   |

1. ↑  Qualified as Crown Prince Cup winners.
2. ↑  Qualificado como os vices da Pro League.
3. ↑  The match was held behind closed doors due to the COVID-19 pandemic.

#### Formato de quatro equipes
| Ano  | Campeão       | Placar | vice-campeão  | Semifinalistas | Local                                                   |
| ---- | ------------- | ------ | ------------- | -------------- | ------------------------------------------------------- |
| 2022 | Al-Ittihad FC | 2–0    | Al-Fayha      | Al-Hilal       | Estádio Internacional Rei Fahd, Riad                    |
| 2022 | Al-Ittihad FC | 2–0    | Al-Fayha      | Al-Nassr       | Estádio Internacional Rei Fahd, Riad                    |
| 2023 | Al-Hilal      | 4–1    | Al-Ittihad FC | Al-Wehda       | Estádio Mohammed Bin Zayed, Abu Dhabi                   |
| 2023 | Al-Hilal      | 4–1    | Al-Ittihad FC | Al-Nassr       | Estádio Mohammed Bin Zayed, Abu Dhabi                   |
| 2024 | Al-Hilal      | 4–1    | Al-Nassr      | Al-Ahli        | Cidade dos Esportes Príncipe Sultan bin Abdulaziz, Abha |
| 2024 | Al-Hilal      | 4–1    | Al-Nassr      | Al-Taawoun     | Cidade dos Esportes Príncipe Sultan bin Abdulaziz, Abha |

## Estatísticas

###### Desempenho por clube
| Clube      | Campeão | vice-campeão | Semifinalistas | anos campeão                 | Anos vice-campeão | Anos Semifinal |
| ---------- | ------- | ------------ | -------------- | ---------------------------- | ----------------- | -------------- |
| Al-Hilal   | 5       | 2            | 1              | 2015, 2018, 2021, 2023, 2024 | 2016, 2020        | 2022           |
| Al-Nassr   | 2       | 3            | 2              | 2019, 2020                   | 2014, 2015, 2024  | 2022, 2023     |
| Al-Ittihad | 1       | 3            | –              | 2022                         | 2013, 2018, 2023  |                |
| Al-Ahli    | 1       | –            | 1              | 2016                         |                   | 2024           |
| Al-Fateh   | 1       | –            | –              | 2013                         |                   |                |
| Al Shabab  | 1       | –            | –              | 2014                         |                   |                |
| Al-Taawoun | –       | 1            | 1              |                              | 2019              | 2024           |
| Al Faisaly | –       | 1            | –              |                              | 2021              |                |
| Al-Fayha   | –       | 1            | –              |                              | 2022              |                |
| Al-Wehda   | –       | –            | 1              |                              |                   | 2023           |